# Apropos (Unix)
Az  apropos parancs megkeresi a sugóban a keresett lap összes előfordulását. A parancs használható a Unix és Unix-támogató operációs rendszerekben.

## Előzetes
Gyakran a  "man -k" parancs helyet használják az apropos parancsot, ha egy adott parancsot, karakterláncot keresünk a súgóban. Ez akkor bizonyul hasznos keresésnek, amikor nem ismerjük pontosan azt, amit keresünk, vagy csak azt tudjuk, hogy milyen kontextusban szerepelt.

## Példa
Az alábbi példában az apropos parancs egy lehetséges kimenetele látható:
```
$ 
pwd

/home/fred
$ 
apropos grep

egrep       egrep (1)       Search a file for a pattern using full regular expressions
fgrep       fgrep (1)       Search a file for a fixed-character string
fmlgrep     fmlgrep (1)     Search a file for a pattern
grep        grep (1)        Search a file for a pattern
gzgrep      gzgrep (1)      Search a possibly compressed file for a regular expression
nisgrep     nismatch (1)    Utilities for searching NIS+ tables
pgrep       pgrep (1)       Find or signal a process by name or other attribute
zgrep       zgrep (1)       Search a possibly compressed file for a regular expression
```

A fenti példában a fred nevű felhasználó a "grep" karakterlánc szerint keres, az apropos parancs pedig kiadta az összes olyan oldalt, amely utal a "grep" parancsra.